# Гальцово (Рязанская область)
Гальцово — населённый пункт, входящий в состав Бобровинского сельского поселения Кораблинского района Рязанской области.
Находится в северо-западной части района. Проезд возможен только по просёлочным дорогам.
Недалеко протекает речка Молоделка.

## История
По платежным книгам Пехлецкого стана 1594—1597 годов деревня называлась Микитинская, в которой имел поместье старинный дворянский род Гальцовых.
Более того, в послушной грамоте царя Михаила Федоровича от 6 сентября 1640 года говорится о двух жеребьях деревни Митинской, Голцово тож, расположенной в том же районе. Митинской деревня могла стать потому, что один из новых обладателей её жеребья носил такое имя.
В 1850 году на картах Менде упоминается деревня Гальцова с 20 дворами.

## Урочище Глинки
Западнее деревни Гальцово находится местность на берегу речки Молоделки, на которой раньше находилась деревня Глинки.
На картах Менде она упоминается как Перекусихино с 3 дворами.
По утверждению А. Д. Сорокина деревня Глинский хутор возникла в середине XIX века при речке Молоделке. Однако в документах указывается что Панфер Мартемьянович Гальцов ещё в 1719 году отдал свои поместья в деревнях Строилово и Перекусихино. Это означает, что утверждение Сорокина неверно.

## Население
| 2010 |
| ---- |
| 7    |